# Buríes
La dinastía burí fue una familia de atabegs que reinó en Damasco del 1104 al 1154.

## Historia

### Al servicio del emir de Damasco
El fundador de la dinastía fue Tughtekin, un soldado del ejército de los sultanes selyúcidas nacido probablemente a mediados del siglo XI, puesto que su hijo ostentaba ya el mando de tropas en el 1100. Ascendió en el escalafón militar y se acercó a Tutuş, un selyúcida menor que conquistó Damasco en 1078 y luego el norte de Siria tras vencer en el 1085 a su primo Suleimán I, sultán selyúcida de Rum. Aunque Malik Shah I, el hermano mayor de Tutuş, le privó de parte de sus conquistas, se proclamó sultán de Siria y retomó Siria septentrional aprovechando la anarquía que siguió a la muerte de Suleimán. Tutuş fue asesinado en 1097 cuando intentaba arrebatar parte de Mesopotamia a su sobrino Barkyaruq, el nuevo gran sultán selyúcida.
Radwan, sultán de Alepo, hijo primogénito de Tutuş que deseaba apoderarse de toda la herencia paterna, hizo ejecutar a todos sus hermanos, pero unos sirvientes salvaron a dos de ellos, Duqaq y Baktak. Estos marcharon a Damasco y fueron acogidos por Sautikin, gobernador de la ciudad que convocó a Tughtekin y Yaghi-Siyan, emir de Antioquía; estos que proclamaron a Duqaq emir de Damasco. Toghtekin desposó entonces a la madre de Duqaq y se hizo atabeg de Damasco; fue a partir de entonces padre adoptivo y protector de Duqaq.
Tughtekin dejó la dirección del principado a Duqaq, que intervino en los asuntos de Siria e intentó asegurar su hegemonía, pero chocó con las ambiciones de su hermano y enemigo Radwan. Ambos hermanos se enfrentaron a menudo; incluso la primera cruzada y la expansión franca por la costa levantina no consiguió reconciliarlos; combatieron a los francos por separado. Junto a Duqaq, Tughtekin disponía de un puesto de consejero de primer nivel y de hombre de confianza. En el 1099, cuando el cadí de Jabala que se había rebelado contra Trípoli constató que no podía contender a la vez con el cadí de Trípoli y con los cruzados, intercambió con Duqaq su ciudad por otros territorios más protegidos; Duqaq entregó el gobierno de la ciudad a Buri, hijo de Tughtekin. En el 1103, Janah al-Dawla, emir de Homs, fue asesinado por Radwan y los habitantes de la ciudad llamaron a Duqaq, que envío en su nombre a Tughtekin para tomar posesión de la ciudad.

### Tughtekin y Buri

Oriente Próximo en 1135.

Duqaq falleció en junio de 1104 y Tughtekin hizo proclamar emir a su benjamín, Tutuş II, que tenía un año, con el fin de asegurarse una larga regencia. Después cambió de parecer y entregó al trono a Baktash, el hermano menor de Duqaq, que tenía por entonces doce años. Pero luego le arrebató el poder; el joven príncipe se refugió en Baalbek e intentó recuperar el poder sostenido por Aitekin, sahib de Bosra. Tughtekin se negó a abrirle las puertas y Baktash buscó el amparo en la corte del rey Balduino I de Jerusalén. Este lo respaldó, pero Tughtekin se alió con los fatimíes de Egipto para invadir el reino de Jerusalén, y el rey no pudo devolver el trono a Baktash.
Durante la mayor parte de su reinado, Tughtekin atacó las posiciones francas, pero se enemistó con el sultán selyúcida; hizo asesinar a uno de sus enviados, Mawdud ibn Altuntash, en Damasco y Aq Sonqor Bursuqi. Tanto él como otros emires sirios se coligaron con los francos contra Aq Sonqor Bursuqî, atabeg de Mosul, en 1115; preferían la presencia franca a la dominación mosulí. En 1114, intentó forjar una alianza con Alp Arslan de Alepo, liga que hubiese podido asegurar una Siria musulmana suficientemente fuerte para enfrentarse a la vez a los francos, a Mosul y a Bagdag, pero el emir de Alepo fue asesinado, lo que impidió la coalición.
Tughtekin falleció el 12 de febrero de 1128 y su hijo Buri Taj el-Moluk, que tenía unos cincuenta años, le sucedió sin demasiadas de dificultades.
En noviembre de 1129, los nizaríes organizaron una conjura para entregar la ciudad a los francos. Buri, informado de la conspiración, arrestó y ajustició a los conjurados. Balduino II de Jerusalén, que conocía la conjura, asedió la ciudad infructuosamente hasta el 5 de diciembre de 1129. Buri fue herido por dos nizaríes en mayo del 1131. Sobrevivió al ataque, pero la herida se reabrió, y Buri falleció finalmente en junio de 1132.

### El final de la dinastía
El año del advenimiento de Buri fue igualmente el de la entronización de Zengi, que ya dominaba Mosul y se apoderó de Alepo. Pero los damascenos le temían y aborrecían, porque había atraído un destacamento burí a una celada y luego había empleado rehenes contra Damasco. La dinastía sufrió siempre esta amenaza y este recelo.
El primogénito de Buri, Shams al-Muluk Ismael, a la sazón de diecinueve años en el momento de su advenimiento, continuó la política de su padre y arrebató a los francos la fortaleza de Banias en diciembre del 1132. Escapó por poco al atentado de un asesino. Convencido de que estar rodeado de conspiradores, apresó y ajustició a varios miembros de su entorno; acabó asesinado por su madre Zamarud Kathun el 2 de febrero de 1135.
Zengi intentó entonces tomar Damasco aprovechando los disturbios, pero Shihab ad-Din Mahmud, el hermano de Ismael, ya estaba bien instalado en el trono y, sostenido por el ministro Mu'in ad-Din Unur, repelió el ataque. En los años siguientes, Mu'in ad-Din Unur dominó el emirato damasceno en nombre del príncipe Shihab ad-Din Mahmud, luego de su hermano Jemal ad-Din Muhammad y del hijo de este Mujir ad-Din Abaq. Lo gobernó con mano de hierro, y practicó una política de equilibrio entre los francos y Zengi, que poseía Alepo y Mosul; consiguió mantener la independencia y su prestigio. Pero la segunda cruzada, en la que se cercó Damasco, desbarató esta política de liga parcial con los francos. Mu'in ad-Din Unur falleció en el 1149 y Mujir ad-Din Abaq se hizo con el gobierno del emirato; este joven príncipe dejó que los francos impusiesen el protectorado a la ciudad, pese al disgusto que ello causó en la población, ante la cual quedó desprestigiado. Nur al-Din aprovechó el descontento para tomar la urbe y derrocar al último burí el 10 de safar del 549 (25 de abril del 1154).

## Lista de los príncipes buríes
| Periodo de gobierno | Nombre                                                                       |
| ------------------- | ---------------------------------------------------------------------------- |
| 1104-1128           | Tughtekin                                                                    |
| 1128-1132           | Taj al-Muluk Buri                                                            |
| 1132-1135           | Shams al-Muluk Ismael                                                        |
| 1135-1139           | Shihab ad-Din Mahmud                                                         |
| 1139-1140           | Jemal ad-Din Muhammad                                                        |
| 1140-1149           | Mujir ad-Din Abaq (el poder real lo detentaba el ministro Mu'in ad-Din Unur) |
| 1150-1154           | Mujir ad-Din Abaq                                                            |

## Genealogía y relación con las demás dinastías sirias
| Ne | Ne | Ne | Ne | Ne     | Ne     |        |        |        |        |  |  | Tutuş (selyúcida) | Tutuş (selyúcida) | Tutuş (selyúcida) | Tutuş (selyúcida) | Tutuş (selyúcida) | Tutuş (selyúcida) |  |  |          |          |          |          | Ne       | Ne       | Ne | Ne | Ne | Ne |  |  |                        |                        |                        |                        |                        |                        |  |  | Tughtekin            | Tughtekin            | Tughtekin            | Tughtekin            | Tughtekin            | Tughtekin            |  |  |                        |                        |                        |                        |                        |                        |  |  |                |                |                |                |                |                |            |            |            |            |    |    |    |    |  |  |  |  |  |  |  |  |  |  |  |  |  |  |
| Ne | Ne | Ne | Ne | Ne     | Ne     |        |        |        |        |  |  | Tutuş (selyúcida) | Tutuş (selyúcida) | Tutuş (selyúcida) | Tutuş (selyúcida) | Tutuş (selyúcida) | Tutuş (selyúcida) |  |  |          |          |          |          | Ne       | Ne       | Ne | Ne | Ne | Ne |  |  |                        |                        |                        |                        |                        |                        |  |  | Tughtekin            | Tughtekin            | Tughtekin            | Tughtekin            | Tughtekin            | Tughtekin            |  |  |                        |                        |                        |                        |                        |                        |  |  |                |                |                |                |                |                |            |            |            |            |    |    |    |    |  |  |  |  |  |  |  |  |  |  |  |  |  |  |
|    |    |    |    |        |        |        |        |        |        |  |  |                   |                   |                   |                   |                   |                   |  |  |          |          |          |          |          |          |    |    |    |    |  |  |                        |                        |                        |                        |                        |                        |  |  |                      |                      |                      |                      |                      |                      |  |  |                        |                        |                        |                        |                        |                        |  |  |                |                |                |                |                |                |            |            |            |            |    |    |    |    |  |  |  |  |  |  |  |  |  |  |  |  |  |  |
|    |    |    |    |        |        |        |        |        |        |  |  |                   |                   |                   |                   |                   |                   |  |  |          |          |          |          |          |          |    |    |    |    |  |  |                        |                        |                        |                        |                        |                        |  |  |                      |                      |                      |                      |                      |                      |  |  |                        |                        |                        |                        |                        |                        |  |  |                |                |                |                |                |                |            |            |            |            |    |    |    |    |  |  |  |  |  |  |  |  |  |  |  |  |  |  |
|    |    |    |    | Radwan | Radwan | Radwan | Radwan | Radwan | Radwan |  |  | Baktak            | Baktak            | Baktak            | Baktak            | Baktak            | Baktak            |  |  | Duqaq    | Duqaq    | Duqaq    | Duqaq    | Duqaq    | Duqaq    |    |    |    |    |  |  | Buri Taj el-Moluk      | Buri Taj el-Moluk      | Buri Taj el-Moluk      | Buri Taj el-Moluk      | Buri Taj el-Moluk      | Buri Taj el-Moluk      |  |  |                      |                      |                      |                      |                      |                      |  |  | Zamarud Kathun         | Zamarud Kathun         | Zamarud Kathun         | Zamarud Kathun         | Zamarud Kathun         | Zamarud Kathun         |  |  | Zengi (zenguí) | Zengi (zenguí) | Zengi (zenguí) | Zengi (zenguí) | Zengi (zenguí) | Zengi (zenguí) |            |            | Ne         | Ne         | Ne | Ne | Ne | Ne |  |  |  |  |  |  |  |  |  |  |  |  |  |  |
|    |    |    |    | Radwan | Radwan | Radwan | Radwan | Radwan | Radwan |  |  | Baktak            | Baktak            | Baktak            | Baktak            | Baktak            | Baktak            |  |  | Duqaq    | Duqaq    | Duqaq    | Duqaq    | Duqaq    | Duqaq    |    |    |    |    |  |  | Buri Taj el-Moluk      | Buri Taj el-Moluk      | Buri Taj el-Moluk      | Buri Taj el-Moluk      | Buri Taj el-Moluk      | Buri Taj el-Moluk      |  |  |                      |                      |                      |                      |                      |                      |  |  | Zamarud Kathun         | Zamarud Kathun         | Zamarud Kathun         | Zamarud Kathun         | Zamarud Kathun         | Zamarud Kathun         |  |  | Zengi (zenguí) | Zengi (zenguí) | Zengi (zenguí) | Zengi (zenguí) | Zengi (zenguí) | Zengi (zenguí) |            |            | Ne         | Ne         | Ne | Ne | Ne | Ne |  |  |  |  |  |  |  |  |  |  |  |  |  |  |
|    |    |    |    |        |        |        |        |        |        |  |  |                   |                   |                   |                   |                   |                   |  |  |          |          |          |          |          |          |    |    |    |    |  |  |                        |                        |                        |                        |                        |                        |  |  |                      |                      |                      |                      |                      |                      |  |  |                        |                        |                        |                        |                        |                        |  |  |                |                |                |                |                |                |            |            |            |            |    |    |    |    |  |  |  |  |  |  |  |  |  |  |  |  |  |  |
|    |    |    |    |        |        |        |        |        |        |  |  |                   |                   |                   |                   |                   |                   |  |  |          |          |          |          |          |          |    |    |    |    |  |  |                        |                        |                        |                        |                        |                        |  |  |                      |                      |                      |                      |                      |                      |  |  |                        |                        |                        |                        |                        |                        |  |  |                |                |                |                |                |                |            |            |            |            |    |    |    |    |  |  |  |  |  |  |  |  |  |  |  |  |  |  |
|    |    |    |    |        |        |        |        |        |        |  |  |                   |                   |                   |                   |                   |                   |  |  | Tutuş II | Tutuş II | Tutuş II | Tutuş II | Tutuş II | Tutuş II |    |    |    |    |  |  | Shams al-Muluk Isma’il | Shams al-Muluk Isma’il | Shams al-Muluk Isma’il | Shams al-Muluk Isma’il | Shams al-Muluk Isma’il | Shams al-Muluk Isma’il |  |  | Shihab ad-Din Mahmud | Shihab ad-Din Mahmud | Shihab ad-Din Mahmud | Shihab ad-Din Mahmud | Shihab ad-Din Mahmud | Shihab ad-Din Mahmud |  |  | Djamal ad-Din Muhammad | Djamal ad-Din Muhammad | Djamal ad-Din Muhammad | Djamal ad-Din Muhammad | Djamal ad-Din Muhammad | Djamal ad-Din Muhammad |  |  |                |                |                |                | Nur ad-Din     | Nur ad-Din     | Nur ad-Din | Nur ad-Din | Nur ad-Din | Nur ad-Din |    |    |    |    |  |  |  |  |  |  |  |  |  |  |  |  |  |  |
|    |    |    |    |        |        |        |        |        |        |  |  |                   |                   |                   |                   |                   |                   |  |  | Tutuş II | Tutuş II | Tutuş II | Tutuş II | Tutuş II | Tutuş II |    |    |    |    |  |  | Shams al-Muluk Isma’il | Shams al-Muluk Isma’il | Shams al-Muluk Isma’il | Shams al-Muluk Isma’il | Shams al-Muluk Isma’il | Shams al-Muluk Isma’il |  |  | Shihab ad-Din Mahmud | Shihab ad-Din Mahmud | Shihab ad-Din Mahmud | Shihab ad-Din Mahmud | Shihab ad-Din Mahmud | Shihab ad-Din Mahmud |  |  | Djamal ad-Din Muhammad | Djamal ad-Din Muhammad | Djamal ad-Din Muhammad | Djamal ad-Din Muhammad | Djamal ad-Din Muhammad | Djamal ad-Din Muhammad |  |  |                |                |                |                | Nur ad-Din     | Nur ad-Din     | Nur ad-Din | Nur ad-Din | Nur ad-Din | Nur ad-Din |    |    |    |    |  |  |  |  |  |  |  |  |  |  |  |  |  |  |
|    |    |    |    |        |        |        |        |        |        |  |  |                   |                   |                   |                   |                   |                   |  |  |          |          |          |          |          |          |    |    |    |    |  |  |                        |                        |                        |                        |                        |                        |  |  |                      |                      |                      |                      |                      |                      |  |  | Mudjir ad-Din Abak     |                        |                        |                        |                        |                        |  |  |                |                |                |                |                |                |            |            |            |            |    |    |    |    |  |  |  |  |  |  |  |  |  |  |  |  |  |  |